# مطار الضعين
مطار الضعين هو مطار داخلي يخدم مدينة الضعين في السودان.